# Maria Iasneva-Goloubeva
Pour les articles homonymes, voir Goloubeva.
Maria Petrovna Iasneva-Goloubeva (russe :  Мария Петровна Яснева-Голубева) ou Iasneva, née en 1861 et morte le 10 mai 1936 à Moscou est une activiste révolutionnaire russe. Elle est d'abord membre du mouvement socialiste agraire des narodniki, puis rejoint en 1901 les sociaux-démocrates.

## Biographie
Maria Iasneva est née dans une famille de la noblesse. Elle fait ses études d'enseignante au séminaire féminin de Kostroma, et entre alors dans le cercle révolutionnaire des jacobins, organisé par Piotr Zaïtchnevski (ru) envoyé alors en exil à Kostroma. Elle travaille ensuite dans une école de campagne et milite comme narodnik. En 1891, elle est exilée sous surveillance policière à Samara, où elle rencontre Vladimir Lenine, sous l'influence duquel elle devient social démocrate. 
Elle travaille ensuite à Saratov à la diffusion des publications d'Iskra. Elle rejoint les bolcheviques après le second congrès du POSDR, en 1903. Elle est secrétaire du comité de ce parti à Saratov en 1903 et en 1904, et rejoint à la fin 1904 Saint-Pétersbourg, où elle est membre du comité pour la préparation du 3e congrès du POSDR. Les réunions du comité ont lieu dans son appartement, et Lenine s'y cache début 1906. En 1907 elle organise l'imprimerie clandestine des bolcheviks à Saint-Pétersbourg.   
Après la révolution d'octobre, elle travaille au soviet central des comités d'usines, puis au commissariat du peuple à la justice, au comité central du parti communiste à Petrograd, et de 1920 à 1928 dans l'appareil du comité central du parti. Elle prend sa retraite en 1928 et meurt le 10 mai 1936. 
Son mari, Vassili Semenovitch Goloubev, était journaliste et homme politique rural.  

## Postérité
Maria Iasneva-Goloubeva est l'héroïne de la nouvelle Une maison sur la Monetnaïa de Vera Morozova.  
Un musée souvenir lui est consacré à Samara dans son appartement de la Maison Kirilova à Samara